# .kiwi
.kiwi는 뉴질랜드에 중점을 둔 인터넷 일반 최상위 도메인이다. 뉴질랜드인을 지칭하는 데 사용되는 구어체 용어인 키위 (별명)를 사용한다. 이는 ICANN이 승인한 최초이자 현재 유일한 뉴질랜드 전용 최상위 도메인 이름이다.

## 역사
닷 키위 리미티드(Dot Kiwi Limited)는 ICANN(Internet Corporation for Assigned Names and Numbers)에서 새로운 최상위 도메인을 확보하기 위한 금액을 지출했다.
2년간의 기획 끝에 2014년 3월 '랜드러시'(landrush) 기간을 시작으로 도메인이 출시되었다.
2014년 5월 출시 직후 4,600개의 .kiwi 도메인이 활성화되었다. 2015년 5월 1일 1주년을 기준으로 12,000개의 .kiwi 도메인이 등록되었다. 닷 키위 리미티드는 이는 .kiwi가 ICANN이 출시한 새 도메인 중 상위 25%에 속한다는 것을 의미한다고 주장했다.
.kiwi 최상위 도메인은 2012년 8월에 .nz 최상위 도메인 아래 새로운 옵션으로 출시된 .kiwi.nz와 구별된다.
기술 백엔드는 캐나다 인터넷 등록 기관(Canadian Internet Registration Authority)의 퓨리(Fury) 제품에서 제공된다.

## 인가된 등록 기관
2016년 12월 6일 기준:
- 101 Domain
- 123.reg
- CoreHub
- Crazydomains.com
- CSC
- Dynadot
- Gandi.net
- 고 대디
- IP Mirror
- Marcaria
- Network Solutions
- STrato
- Regtons
- Amazon Route 53

## 같이 보기
- .nz